# アルバート・デメイオ
アルバート・デメイオ（Albert DeMeo、1966年1月20日 - ）マフィアの構成員であるロイ・デメイオの息子。上に姉のデブラが下に妹のライザがおり父と母を合わせて5人家族。
4歳の時に斜視の治療のため手術を受けている。子供の頃、父の仕事仲間と会うのが楽しみだったという。しかし、父が何の仕事をしているかは解らかった。父のキャデラックを掃除すると車内に付け髭、ナイフ、銃などが見つかり不思議だった。6歳のときに父から銃の撃ち方を教えてもらった。8歳の頃にはラヴェナイト社交クラブへも父について行った。そこでアニエロ・デラクローチェにも会ったことがある。
10歳のときに父がマフィアのメンバーだと知る。カルロ・ガンビーノの葬儀がテレビで流れており、参列者の中に父がいるのを見てマフィアだと知った。11歳のときにポール・カステラーノとも会った。彼のホワイトハウスと呼ばれた豪邸で会った。この頃には父が殺し屋だということにも気づく。それでもアルバートが知る父ロイは優しくて思いやりのある人間だという。
父ロイが逃亡生活をすることになったときバハマへついて行った。父が留守にしている間は、代わりに借金の集金係を務めた。
17歳の誕生日の1月20日に家に刑事が来て父親の死を知らされた。翌日死体置き場で父親の死体を見た。合計7発撃たれていた。父の死はニュースで流れたので通っていたハイスクールの生徒には自分の父がマフィアだとみんなに知られてしまった。
その後、父親のかつての部下に襲われて大怪我をする事件もあった。警察とFBIは父の死について情報を持っていないかと思いアルバートを追い掛け回した。交通違反をしたと言いがかりをつけて捕まえたりした。
18歳の誕生日を迎えた頃、検事から証人保護制度を餌に父親や組織の知っていることを証言しろと迫られることがあったが断った。大陪審に出廷し質問も受けた。しかし、アルバートはほとんど黙秘権を使った。
高校卒業後、大学に進学する。昼は授業に出たりアルバイトをするなどしたが、夜は孤独になりたくないという理由から金を使い派手に遊んでいた。ロイ・デメイオは3人の子供の学費と家族の生活費を残しておいたので彼がいなくなってからも家族は金には困らなかった。大学を卒業後ニューヨーク証券取引所の立会場で働くようになり、1991年にキャリーと結婚する。彼女には一応自分の父がマフィアで射殺されたことなど話した。その後は、仕事もプライベートも順調に進んでいった。
しかし、ジェリー・カペチというレポーターが父親やグループの暴露本を出した。本の内容は自分の知る父親とはかけ離れており、父を侮辱する内容で腹が立ったという。テレビでドキュメンタリも放送された。そのため職場の人にも父の正体がばれてそのことで質問されたりもした。そのことで精神的に疲れて仕事を辞めてしまった。家に引きこもるようになり妻も家を出て行ってしまった。ひどい鬱状態で心的外傷後ストレス障害（PTSD）になっており、自殺未遂も起こした。妻キャシーとも離婚してしまった。
その後、過去の自分とは別れ新しい人生を進んでいる。現在はニューヨーク郊外に住む。

## 著作
- 「マイ・ゴッドファーザー―父は蜂の巣にされて死んだ マフィア幹部の長男が回想する虚栄と修羅の日々」　2003/10　アルバート デメイオ  (著), Albert DeMeo (原著), 真野 明裕 (翻訳)